# Polydactylus nigripinnis
Polydactylus nigripinnis is een straalvinnige vissensoort uit de familie van draadvinnigen (Polynemidae). De wetenschappelijke naam van de soort is voor het eerst geldig gepubliceerd in 1964 door Munro.